# Повесть о Луи Пастере
«Повесть о Луи Пастере» (англ. The Story of Louis Pasteur) — биографическая драма режиссёра Уильяма Дитерле, вышедшая на экраны в 1935 году. Лента рассказывает о жизни французского микробиолога и химика Луи Пастера.

## Сюжет
Франция, XIX век. Новаторские идеи химика Луи Пастера в области медицины отвергаются большинством врачей. Его призыв к докторам мыть руки и стерилизовать инструменты перед операциями встречен насмешками. Однако с помощью своих немногочисленных сторонников Пастеру удаётся сделать важное открытие, и, несмотря на гонения, добиться признания.

## В ролях
- Пол Муни — Луи Пастер
- Джозефин Хатчинсон — Мари Пастер
- Анита Луиз — Аннет Пастер
- Дональд Вудс — доктор Жан Мартель
- Фриц Лейбер — доктор Шарбонне
- Генри О’Нил — доктор Пьер Ру
- Портер Холл — доктор Россиньоль
- Рэймонд Браун — доктор Радисс
- Аким Тамиров — доктор Заранофф
- Холлиуэлл Хоббс — доктор Листер

## Награды и номинации
Полный перечень наград и номинаций — на сайте IMDB.
| Премия                                       | Категория                         | Имя                          | Результат |
| -------------------------------------------- | --------------------------------- | ---------------------------- | --------- |
| Оскар                                        | Лучший фильм                      |                              | Номинация |
| Оскар                                        | Лучшая мужская роль               | Пол Муни                     | Победа    |
| Оскар                                        | Лучший адаптированный сценарий    | Пьер Коллингз, Шеридан Гибни | Победа    |
| Оскар                                        | Лучший литературный первоисточник | Пьер Коллингз, Шеридан Гибни | Победа    |
| Премия Венецианского кинофестиваля           | Кубок Муссолини за лучший фильм   |                              | Номинация |
| Премия Венецианского кинофестиваля           | Лучшая мужская роль               | Пол Муни                     | Победа    |
| Премия Национального совета кинокритиков США | Десятка лучших фильмов года       |                              | Победа    |